# Asamblea de Turkmenistán
La Asamblea de Turkmenistán (en turcomano: Mejlis) ostenta el poder legislativo de Turkmenistán junto al Presidente. Es el único órgano legislativo desde la reforma constitucional de 2008, antes compartía esa función con el Consejo del Pueblo. Tiene 125 miembros elegidos cada cinco años en circunscripciones electorales de un escaño cada una.
Al haber sido Turkmenistán un estado unipartidista durante más de veinte años, la mayoría de los escaños están ocupados por el oficialista Partido Democrático de Turkmenistán. En 2012 fue creado el Partido de Industriales y Empresarios, y al año siguiente obtuvo su primer escaño, correspondiente a Ovezmammed Mammedov por la circunscripción de la Provincia de Lebap.

## Historia
Originalmente, compartía el poder con el Consejo del Pueblo. Desde 2018, el Consejo del Pueblo se ha restablecido como un órgano parlamentario, un arreglo que se formalizó en 2020.
Una ley de 2003 redujo el poder de la Asamblea y aumentó el del Consejo Popular. Esto significó que hasta 2008 la Asamblea podía ser disuelta legalmente por el Consejo Popular, estaba dirigida por el presidente y ya no podía enmendar la Constitución. Posteriormente, el Consejo Popular fue degradado y reorganizado en el Consejo de Ancianos por una nueva constitución redactada por Gurbanguly Berdimuhamedow en 2008, haciendo de la Asamblea / Mejlis el parlamento unicameral nuevamente.
Sin embargo, tras la adopción de otra nueva constitución en septiembre de 2016, el presidente Berdimuhamedow emitió un decreto el 10 de octubre de 2017 transformando el Consejo de Ancianos nuevamente en el Consejo Popular. La primera reunión de la cámara alta recreada tuvo lugar después de las elecciones regionales y locales de 2018. Las elecciones a la cámara alta se llevaron a cabo el 28 de marzo de 2021.
El actual presidente del Mejlis es Gülşat Mämmedowa desde el 30 de marzo de 2018. Sucedió a Akja Nuberdiyeva.